# Maria Wincencja od św. Doroty
Maria Wincencja od św. Doroty (ur. 6 lutego 1867 w Cotija, zm. 30 lipca 1949 w Guadalajarze) – meksykańska Błogosławiona Kościoła katolickiego.

## Życiorys
Była najmłodszym dzieckiem, z czwórki dzieci swoich rodziców. 12 maja 1905 roku założyła zgromadzenie Sług Ubogich. Potem mianowano ją przełożoną generalną. W wieku 75 lat zaczęła mieć problemy ze wzrokiem, a także inne kłopoty ze zdrowiem. Zmarła mając 82 lata w opinii świętości. Została beatyfikowana przez Jana Pawła II w dniu 9 listopada 1997 roku.